# Phil Ature
Phil Ature (Filo Sganga en version originale italienne) est un personnage de fiction de l'univers des canards créé en 1961 par l'auteur italien Romano Scarpa pour les studios Disney.
Il fut également appelé Charles Hattan, Jacques Humul(e), Samson (Mickey Parade no 48), Philéas Tusse (Mickey Parade no 54), Désiré Ducteur (Mickey Parade no 112) ou encore Paulin Stable au cours de ses diverses apparitions en version française.

## Personnalité
Apparu pour la première fois le 12 février 1961 dans Le Rapt de Brigitte (Zio Paperone e il ratto di Brigitta), ce velléitaire aux allures de gros oiseau dont le crâne est surmonté d'un chapeau trop petit rêve de devenir riche et surtout de supplanter Balthazar Picsou, ne serait-ce qu'une seule fois dans n'importe quel domaine, aussi improbable soit-il. En réalité, il admire Picsou dont il adorerait devenir l'associé, mais aucune de ses idées ne trouve grâce auprès du milliardaire.
Plein d'enthousiasme mais trop naïf, il s'associe régulièrement avec Brigitte McBridge (elle aussi rejetée par Picsou, mais sur le plan affectif), cette dernière l'aidant grâce à son bagou et son sens de la diplomatie. Il essaie sans cesse de créer des produits innovants mais farfelus comme la montre-radio ou des lampes fonctionnant avec des lucioles, ou exploitant des filons inattendus comme l'élevage de criquets ou la cueillette de fraises sous-marines. Ses tentatives pour s'enrichir se soldent généralement par des échecs.
Phil Ature fait souvent montre d'un relatif manque d'ambition : une fois qu'il a conquis un marché, il perd sa combativité et se fait facilement battre par Picsou. Il accepte ses défaites avec philosophie. Peut-être manque-t-il de confiance en lui-même... D'ailleurs, au début des histoires où il apparaît, on le voit souvent réduit à des business sans envergure, comme ramasseur de clous (Mickey Parade n°48), avant qu'une occasion ne le lance sur un gros coup.
Sa devise, qu'il répète à toutes occasions : « Les affaires sont les affaires ! »

## Apparition en bandes dessinées
Depuis 1961, Phil Ature est apparu dans plus de 215 histoires dont la majorité est une production italienne d'après le site INDUCKS.58 histoires ont été publiées en France (en avril 2023).

## Phil Ature à travers le monde
- Danemark : Næbhøj
- États-Unis/ Royaume-Uni : Jubal Pomp
- Finlande : Kuuno Kaakkuri
- France : Phil Ature
- Italie : Filo Sganga
- Pays-Bas : Linke Lowie
- Suède : Johannes Näbbelin